# EixoSP
EixoSP é uma concessionária de rodovias no estado de São Paulo, que no total deverá operar e zelar pela operação de 1.273 quilômetros de rodovias, somados o Sistema Remanescente (antigo trecho operado pela Centrovias) e o Sistema Existente (demais trechos da concessão operados anteriormente pelo DER e não cobertos pelo Sistema Remanescente).
O trecho remanescente foi assumido no dia 03 de junho de 2020 e condiz a uma malha rodoviária de 219 quilômetros que era administrada pela concessionária Centrovias.
Na época da licitação, o contrato vencido pela EixoSP foi o maior concessão rodoviária da história do país prevendo investimentos da ordem de R$ 14 bilhões em infraestrutura.
Seu contrato tem duração prevista de 30 anos e foi confirmado através da assinatura do contrato de concessão de 'Concorrência Internacional n° 01/2019'.

## Rodovias administradas
Administra os seguintes trechos rodoviários que estavam concedidos à Centrovias:
- SP-225 de Itirapina até Jaú - do km 91,430 até o km 177,400; total de 85,970 quilômetros
- SP-225 de Jaú até Bauru - do km 177,440 até o km 235,040; total de 57,640 quilômetros
- SP-310 Rodovia Washington Luís, de Cordeirópolis até São Carlos - do km 153,400 até o km 227,800; total de 74,550 quilômetros.

Administra também os seguintes trechos rodoviários concedidos diretamente à empresa:
- SP-261 - Rodovia Osni Mateus
- SP-304 - Rodovia Geraldo de Barros (3 trechos)
- SP-197 - Rodovia Doutor Américo Piva
- SP-191 - Rodovia Wilson Finardi (2 trechos)
- SP-308 - Rodovia Hermínio Petrim (trecho Charqueada a Piracicaba)
- SP-294 - Rodovia Comandante João Ribeiro de Barros (2 trechos)
- SP-331 - Rodovia Deputado Victor Maeda
- SP-293 - Rodovia Lourenço Lozano
- SP-425 - Rodovia Assis Chateaubriand
- SP-284 - Rodovias Homero Severo Lins e Prefeito José Gigliardi